# Nemzeti Bajnokság I 2008-09
La Nemzeti Bajnokság I 2008-09 fue la 107.ª temporada de la Primera División de Hungría. El nombre oficial de la liga fue Soproni Liga por razones de patrocinio. La temporada inició el 25 de julio de 2008 y finalizó el 30 de mayo de 2009. El campeón fue el club Debreceni VSC, que consiguió su 4° título de liga.
Los dieciséis clubes en competencia disputan dos ruedas con un total de 30 partidos disputados por club. Al final de la temporada, los dos últimos clasificados descienden y son sustituidos por los campeones de los dos grupos de la NB2, la segunda división de Hungría.

## Equipos
El FC Sopron, que se declaró en bancarrota en el parón invernal de la temporada pasada y que no finalizó el torneo, junto al FC Tatabánya descendidos el pasado año, fueron sustituidos para esta temporada por los campeones de la NB2, el Kecskeméti TE del grupo "Este" y el Haladás Szombathely, ganador del grupo "Oeste".
| Club                  | Ciudad         | Estadio                  | Capacidad |
| --------------------- | -------------- | ------------------------ | --------- |
| Budapest Honvéd FC    | Budapest       | Bozsik Stadion           | 10.000    |
| Debreceni VSC         | Debrecen       | Stadion Sóstói           | 9.640     |
| Diósgyőri VTK         | Miskolc        | DVTK Stadion             | 11.200    |
| FC Fehérvár           | Székesfehérvár | Stadion Sóstói           | 15.000    |
| Győri ETO FC          | Győr           | ETO Park                 | 20.000    |
| Kaposvári Rákóczi FC  | Kaposvár       | Stadion Rákoczi          | 7.000     |
| Kecskeméti TE         | Kecskemét      | Széktói Stadion          | 6.300     |
| MTK Budapest FC       | Budapest       | Estadio Nándor Hidegkuti | 12.700    |
| Nyíregyháza Spartacus | Nyíregyháza    | Városi Stadion           | 13.500    |
| Paksi SE              | Paks           | Stadion PSE              | 4.950     |
| Rákospalotai EAC      | Budapest       | Stadion Budai II. Laszló | 7.500     |
| BFC Siófok            | Siófok         | Révesz Géza Stadion      | 12.000    |
| Szombathelyi Haladás  | Szombathely    | Rohonci úti Stadion      | 12.500    |
| Újpest FC             | Budapest       | Estadio Ferenc Szusza    | 13.500    |
| Vasas SC              | Budapest       | Stadion Rudolf Illovszky | 18.000    |
| Zalaegerszegi TE      | Zalaegerszeg   | ZTE Arena                | 14.400    |

## Tabla de posiciones
- Al final de la temporada, el campeón se clasifica para la segunda fase previa de la UEFA Champions League 2009-10. Mientras que el segundo y tercer lugar en el campeonato más el campeón de la Copa de Hungría disputarán la UEFA Europa League 2009-10.

|                 |     | Equipo                  | PJ | PG | PE | PP | GF | GC | DG  | PTS |
| --------------- | --- | ----------------------- | -- | -- | -- | -- | -- | -- | --- | --- |
| Clasificó a UCL | 1.  | Debreceni VSC           | 30 | 21 | 5  | 4  | 70 | 29 | +41 | 68  |
| Clasificó a UEL | 2.  | Újpest Budapest         | 30 | 17 | 8  | 5  | 61 | 38 | +23 | 59  |
| Clasificó a UEL | 3.  | Haladás Szombathely (A) | 30 | 16 | 5  | 9  | 44 | 29 | +15 | 53  |
|                 | 4.  | Zalaegerszegi TE        | 30 | 15 | 7  | 8  | 52 | 44 | +8  | 52  |
|                 | 5.  | Kecskeméti TE (A)       | 30 | 14 | 6  | 10 | 55 | 44 | +11 | 48  |
|                 | 6.  | FC Fehérvár             | 30 | 14 | 6  | 10 | 42 | 34 | +8  | 48  |
|                 | 7.  | MTK Budapest            | 30 | 13 | 6  | 11 | 43 | 41 | +2  | 45  |
|                 | 8.  | Győri ETO FC            | 30 | 11 | 10 | 9  | 57 | 41 | +16 | 43  |
|                 | 9.  | Kaposvári Rákóczi       | 30 | 11 | 7  | 12 | 51 | 46 | +5  | 40  |
|                 | 10. | Vasas Budapest          | 30 | 11 | 5  | 14 | 42 | 52 | -10 | 38  |
|                 | 11. | Paksi SE                | 30 | 9  | 8  | 13 | 38 | 51 | -13 | 35  |
|                 | 12. | Diósgyőri VTK           | 30 | 9  | 6  | 15 | 29 | 45 | -16 | 33  |
| Clasificó a UEL | 13. | Honvéd Budapest (C)     | 30 | 8  | 8  | 14 | 31 | 46 | -15 | 32  |
|                 | 14. | Nyíregyháza Spartacus   | 30 | 7  | 11 | 12 | 32 | 41 | -9  | 32  |
| Descendió       | 15. | BFC Siófok              | 30 | 8  | 2  | 20 | 30 | 56 | -26 | 26  |
| Descendió       | 16. | Rákospalotai EAC        | 30 | 3  | 6  | 21 | 33 | 73 | -40 | 15  |

- (C) Campeón de la Copa de Hungría.
- (A) Club ascendido la temporada anterior.

|  | Clasificado para la UEFA Champions League 2009-10. |
|  | Clasificado para la UEFA Europa League 2009-10.    |
|  | Descenso a la Nemzeti Bajnokság II.                |

## Máximos goleadores
| Jugador            | Club                 | Goles |
| ------------------ | -------------------- | ----- |
| Péter Bajzát       | Győri ETO            | 20    |
| Péter Kabát        | Újpest FC            | 16    |
| Gergely Rudolf     | Debreceni VSC        | 16    |
| Attila Tököli      | Paksi SE             | 16    |
| Nemanja Nikolić    | Kaposvári Rákóczi    | 15    |
| Róbert Waltner     | Zalaegerszegi TE     | 15    |
| Csaba Csordás      | Kecskeméti TE        | 14    |
| Zoltán Hercegfalvi | Honvéd               | 14    |
| Krisztián Kenesei  | Szombathelyi Haladás | 14    |
| Lóránt Oláh        | Debreceni VSC        | 12    |